# Sangolo
Sangolo est une localité du département de Iolonioro, dans la province du Bougouriba (région du Sud-Ouest) au Burkina Faso. En 2006, cette localité comptait 472 habitants dont 48% de femmes.